# Godzilla vs. Megalon
Godzilla vs. Megalon är en japansk film från 1973 regisserad av Jun Fukuda. Det är den trettonde filmen om det klassiska filmmonstret Godzilla. Filmen har varit med i TV-serien Mystery Science Theater 3000.

## Handling
Undervattensnationen Seatopia skickar Megalon för att förstöra världen ovanför, det blir upp till Godzilla och roboten Jet Jaguar att besegra honom.

## Karaktärer

### Megalon
Megalon kallas ofta för en jätte-kackerlacka, men i själva verket ser han mer ut som en noshörningsliknande skalbagge. Hans armar är starkt förstorade roterande borrar. Han kan spy ut en napalmsfär och hans horn blixtrar.
Han är en väktare av underjordiska nationen Seatopia. Megalon blev väckt när Seatopia stördes av atombombstester. Invånarna i Seatopia åkallade Megalon, och för att bestraffa människorna på ytan förstör Megalon en stor del av Tokyo innan han möter Godzilla och den ultraman-liknade roboten Jet Jaguar i en strid vilken – lyckligtvis för den relativt låga budgeten för filmen – till stor del äger rum utanför staden. Tillsammans med Gigan tar Megalon upp en strid med de två hjältarna. Det går inte så bra för de två skurkarna och Megalon blev slutligen driven tillbaka till Seatopia.

### Jet Jaguar
Jet Jaguar är ett Ultraman-liknade robot som är med i Godzilla vs Megalon. Han hjälpte Godzilla med att slåss mot Megalon och Gigan.

## Om filmen
Filmen hade världspremiär i Japan den 17 mars 1973, den har inte haft svensk premiär.

## Rollista (urval)
- Katsuhiko Sasaki – Goro Ibuki
- Hiroyuki Kawase – Rokuro "Roku-chan" Ibuki
- Yutaka Hayashi – Hiroshi Jinkawa
- Shinji Takagi – Godzilla
- Hideto Odachi – Megalon, Megaro
- Tsugutoshi Komada – Jet Jaguar
- Kenpachiro Satsuma - Gigan

## Musik i filmen
- Gojira and Jaguar, Punch Punch Punch!, musik Riichiro Manabe, text Shinichi Sekizawa
- Gojira to Jetto Jagâ de Panchi Panchi Panchi, musik Riichiro Manabe, text Shinichi Sekizawa, framförd av Masato Shimon
- Megaro wo Yattsukero, musik Riichiro Manabe, text Jun Fukuda, framförd av Masato Shimon